# Karakışla, Sultandağı
Karakışla là một xã thuộc huyện Sultandağı, tỉnh Afyonkarahisar, Thổ Nhĩ Kỳ. Dân số thời điểm năm 2011 là 123 người.